# Roberto Álvarez (músico)
Roberto Daniel Álvarez (n. Chacabuco, provincia de Buenos Aires; 7 de mayo de 1940 - 5 de marzo de 2023) fue un bandoneonista, arreglador y director de orquesta argentino, reconocido por su labor como primer bandoneón y arreglador de la Orquesta de Osvaldo Pugliese y por ser fundador de la Orquesta Color Tango.

## Biografía
Roberto Álvarez nació en Chacabuco, Provincia de Buenos Aires, el 7 de mayo de 1940. A los catorce años inició sus estudios de teoría musical con el Maestro Héctor Marseletti, lo que marcó el comienzo de su trayectoria en el tango.

### Carrera con Osvaldo Pugliese
En 1978, tras una prueba en el Club “Michelangelo” de Buenos Aires, fue convocado por Arturo Penón para integrarse como cuarto bandoneón a la Orquesta de Osvaldo Pugliese. Durante once años ascendió hasta ocupar el puesto de primer bandoneón y asumió funciones de arreglador, participando en giras internacionales y en recitales emblemáticos como el del Teatro Colón en 1985.

### Orquesta Color Tango
En 1989 fundó, junto al violinista Fernando Rodríguez y el contrabajista Amílcar Tolosa, la Orquesta Color Tango. La agrupación, concebida como una «selección de estrellas» del tango y basada en un modelo cooperativo inspirado en Pugliese, debutó en Holanda con una gira de 26 conciertos.

### Trayectoria discográfica y giras
- 1990: grabación del primer álbum de Color Tango, con éxito en Europa y Japón.[4]
- 1992: presentación en la Expo Sevilla (España) junto a Julio Bocca y Eleonora Cassano.[1]
- 1995: segundo disco Timeless Tango para el sello Forever Music (Miami).[3]
- 1996–1997: gira por Italia con Milonga Boulevard (según cuento de Julio Cortázar) y estreno en Nueva York.[1]
- 1998: lanzamiento de Color Tango… con estilo.[5]
- 2000: publicación de Con estilo para bailar, vol. 2, con la participación de Leopoldo Federico.[3]
- 2003: álbum *Tango a Pugliese*.[1]
- 2005: Pugliese inédito, con grabaciones y arreglos de piezas de Osvaldo Pugliese.[3]
- 2009: edición 20 años, celebrando dos décadas de actividad.[1]

Roberto Álvarez falleció el 5 de marzo de 2023.

## Composiciones destacadas
Entre sus obras y arreglos más reconocidos se cuentan:
- Pilo (homenaje a su esposa)
- Chacabuqueando
- Maypa (dedicada a sus padres)
- Sigo aquí
- A Quinquela Martín
- Contorneando
- Tango a Pugliese[5]

## Reconocimientos
- 2009: homenaje de la Academia Nacional del Tango por su trayectoria.[1]
- 2009: declarado «Personalidad Destacada de la Cultura de la Provincia de Buenos Aires» por la Cámara de Diputados bonaerense.[1]